# Pararhabdodon

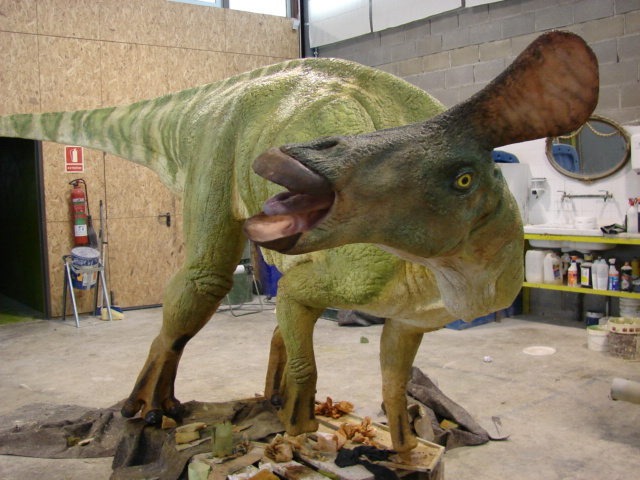
'Pararhabdodon isonensis

Pararhabdodon isonensis is een plantenetende dinosauriër, behorend tot de Euornithopoda, die tijdens het late Krijt leefde in het gebied van het huidige Spanje.

## Vondst en naamgeving
Van 1984 af werden er bij Sant Romá de Abella of Sant Romà d'Abella in Catalonië paleontologische opgravingen verricht waarbij de beenderen gevonden werden van dinosauriërs. In 1987 wezen Maria Lourdes Casanovas-Cladellas e.a. bepaalde euornithopode beenderen toe aan een Rhabdodon sp.
In 1992 echter benoemde en beschreef Casanovas het aparte geslacht Pararhabdodon met als typesoort Pararhabdodon isonense. De geslachtsnaam, "naast Rhabdodon", geeft aan dat de soort wel aan Rhabdodon verwant was maar toch verschillend. De soortaanduiding verwijst naar Isona i Conca Dellà. Ten onrechte wordt vaak een artikel uit 1993 van Casanovas met José-Vicente Santafé Llopis en Albert Isidro-Llorens als de naamgevende publicatie gezien. Dat was wel zo bedoeld maar de naam werd al vermeld in het artikel uit 1992 vergezeld van een voldoende beschrijving. De soortaanduiding ging er ten onrechte van uit dat het Grieks odoon onzijdig was. In 1997 is de soortaanduiding, zoals verplicht is, door Yves Laurent e.a. geëmendeerd tot isonensis.
Het holotype, PS SRA 1, is gevonden in een laag van de Trempformatie die dateert uit het Maastrichtien. Het bestaat uit een middelste halswervel. De paratypen zijn IPS-SRA 15: een linkeropperarmbeen; IPS-SRA 16: de bovenkant van een linkerschouderblad en IPS-SRA 18: een voorste halswervel. Verder zijn toegewezen de specimina IPS 693-6 (eerder IPS SRA 23): de achterzijde van een linkerbovenkaaksbeen, IPS 693-12: een stuk bovenste rib, IPS 693-13: een middelste ruggenwervel, IPS 36327 (eerder IPS SRA 22): een rechterbovenkaaksbeen, IPS SRA 12: een middelste ruggenwervel, IPS SRA 13: ruggenwervel, IPS SRA 17: een staartwervel, IPS SRA 20: een middelste ruggenwervel, IPS SRA 24: een stuk heiligbeen, IPS SRA 25: een middelste halswervel, IPS SRA 26: de onderkant van een rechterzitbeen, MCD 4730: een voorste halswervel, MCD 4731: een voorste ruggenwervel, en MCD 4919: een stuk linkerbovenkaaksbeen.
In 1999 beschreef Casanovas een stuk rechteronderkaak, IPS SRA 27. In 2006 maakte Albert Prieto-Márquez hiervan een apart geslacht Koutalisaurus. In 2009 herzag hij zijn mening en stelde dat Koutalisaurus als jonger synoniem van Pararhabdodon moet worden beschouwd.
In 2020 werd achterpootmateriaal van het holotype beschreven.

## Beschrijving

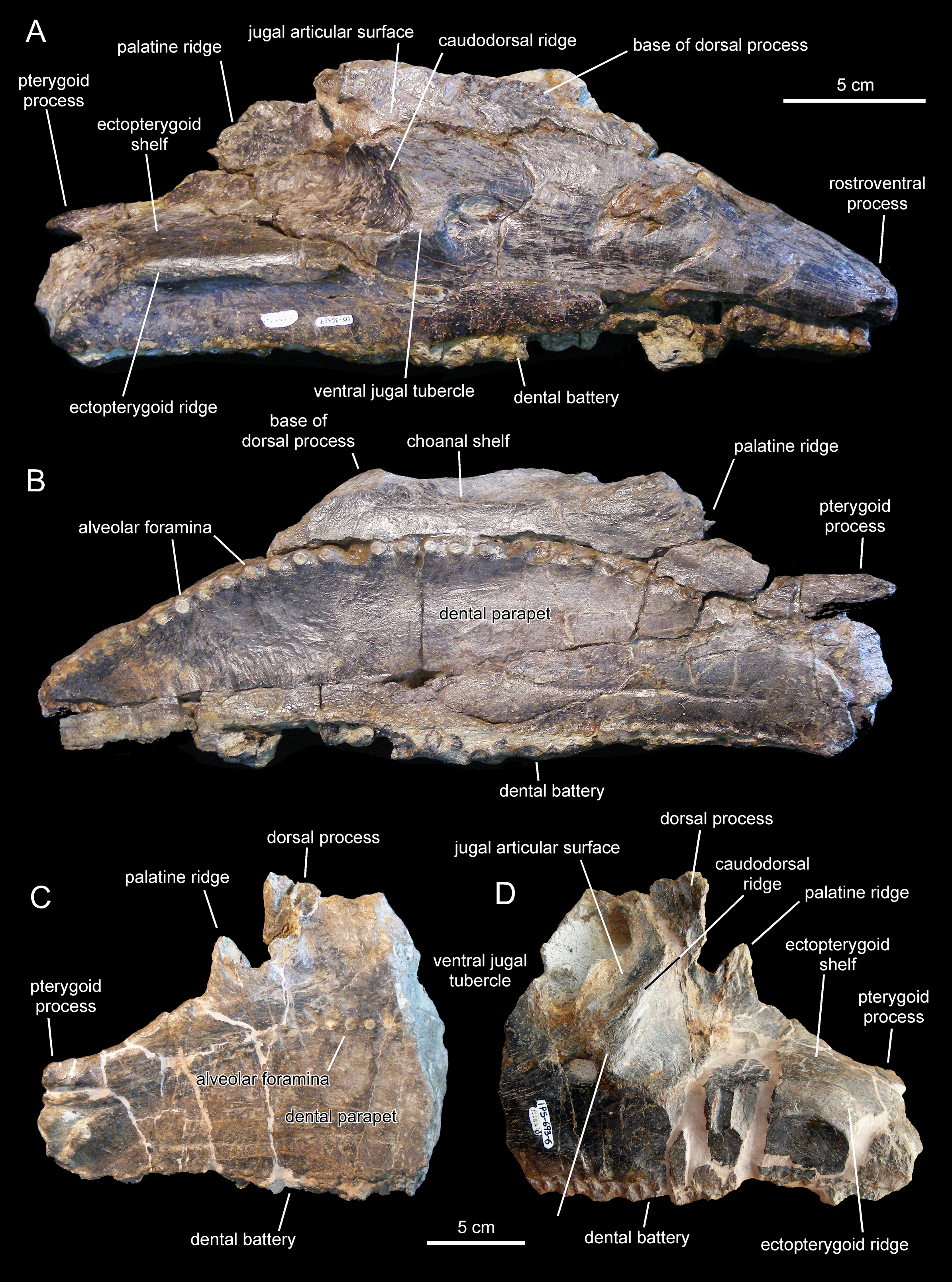
Het bovenkaaksbeen van Pararhabdodon is onderscheidend

Pararhabdodon is vrij groot voor een Europese hadrosauroïde en bereikte een lengte van zo'n zes meter bij een gewicht van twee ton. In 2020 werd gesteld dat de lengte vermoedelijk nog een stuk hoger lag op, het niveau van Noord-Amerikaanse verwanten. Veel van Pararhabdodon is nog onbekend door het beperkte en fragmentarische karakter van het fossiel materiaal. Het gaat in ieder geval om een planteneter met een langwerpige kop en een verbrede snuit, uitgerust met een hoornsnavel en tandenbatterijen, die krachtige achterpoten heeft maar ook op zijn slankere voorpoten kan lopen.
In 2009 stelde Albert Prieto-Márquez dat Pararhabdodon nauwelijks verschilde van de Chinese Tsintaosaurus. Het enige onderscheid dat hij kon vaststellen was dat de bovenhoek van de voorste tak van het bovenkaaksbeen breder is met een rechthoekig profiel. Dat levert een ook in het algemeen een langer bovenkaaksbeen op in zijaanzicht.
Pararhabdodon en Tsintaosaurus delen een aantal kenmerken waarin ze zich onderscheiden van alle andere bekende Hadrosauridae. Het bovenkaaksbeen heeft achteraan een verticaal contactfacet met het jukbeen waarvan het onderste punt ver boven het niveau ligt van de zijrand van het beenplateau naar de horizontale ectopterygoïde richel. Het bovenkaaksbeen toont achteraan een diepe en vrij scherpe uitholling overdwars die van het contactfacet met het jukbeen naar beneden en voren loopt tot de hoek ervan uitloopt in een zijwaartse scherpe bult die gelegen is tussen het facet en het horizontale beenplateau naar de richel. Het contactfacet heeft een beperkte horizontale lengte wat vermoedelijk duidt op een overeenkomend smal jukbeen. Het dentarium van de voorste onderkaak heeft een symfyse, een vergroeiing met de tegenhanger van de andere onderkaak, die zeer breed is, overdwars driemaal de breedte die de beenwal van de tandkassen bezit.
De bovenkaak heeft vermoedelijk tweeëndertig tandposities en de onderkaak dertig voor een totaal van 124.

## Fylogenie
Pararhabdodon werd oorspronkelijk in de Rhabdodontidae geplaatst. In 1999 kwam Casanovas tot de conclusies dat de soort tot de Lambeosaurinae behoorde. Eerst waren de meeste onderzoekers het daar niet mee eens en vonden een meer basale positie in hun analyses maar in 2009 bevestigde Prieto-Márquez dat Rhabdodon een lambeosaurine was als zustersoort van Tsintaosaurus. Andere toen bekende euornithopoden uit het Opper-Krijt van Europa stonden meer basaal in de Hadrosauroidea. Later zijn echter de lambeosaurinen Arenysaurus, Blasisaurus en Canardia benoemd. Volgens Prieto-Márquez is het echter mogelijk dat de voorouders van Parahabdodon over een landbrug van Azië naar de Europese Archipel kwamen.

## Levenswijze
In 2020 werd geopperd, op grond van de structuur van het bot, dat de groeisnelheid relatief laag lag, wellicht ten gevolge van een lage predatiedruk, samenhangend met het ontbreken van gigantische roofdieren.